# Matagordabaai
De Matagordabaai is een grote baai aan de kust van Texas gelegen tussen de county's Calhoun en Matagorda. De Texaanse rivier de Colorado komt in deze baai uit in de Golf van Mexico. De baai is van deze golf gescheiden door het Matagordaschiereiland. Aan de Matagordabaai ligt de stad Port O'Connor.
Verschillende delen van de Matagordabaai zijn bekend onder een eigen naam:
- Lavacabaai. Deze loopt tot aan de rivier de Lavaca. Aan deze baai ligt de stad Port Lavaca.
- Tres Palaciosbaai. Deze loopt naar het noordoosten tot aan de rivier de Tres Palacios. Aan deze baai ligt de stad Palacios.
- Turtle Bay
- Carancahuabaai
- Kellerbaai
- Coxbaai